# Balch Springs
Balch Springs és una població dels Estats Units a l'estat de Texas. Segons el cens del 2000 tenia 19.375 habitants.

## Demografia
Segons el cens del 2000, Balch Springs tenia 19.375 habitants, 6.175 habitatges, i 4.828 famílies. La densitat de població era de 928,1 habitants/km².
Dels 6.175 habitatges en un 46,6% hi vivien nens de menys de 18 anys, en un 50,8% hi vivien parelles casades, en un 20,5% dones solteres, i en un 21,8% no eren unitats familiars. En el 16,7% dels habitatges hi vivien persones soles el 3,8% de les quals corresponia a persones de 65 anys o més que vivien soles. El nombre mitjà de persones vivint en cada habitatge era de 3,13 i el nombre mitjà de persones que vivien en cada família era de 3,49.
Per edats la població es repartia de la següent manera: un 34,1% tenia menys de 18 anys, un 10,7% entre 18 i 24, un 32,2% entre 25 i 44, un 17,2% de 45 a 60 i un 5,8% 65 anys o més.
L'edat mediana era de 28 anys. Per cada 100 dones de 18 o més anys hi havia 92,5 homes.
La renda mediana per habitatge era de 37.087$ i la renda mediana per família de 38.750$. Els homes tenien una renda mediana de 29.256$ mentre que les dones 26.611$. La renda per capita de la població era de 14.476$. Aproximadament el 10,7% de les famílies i el 12,2% de la població estaven per davall del llindar de pobresa.

## Poblacions més properes
El següent diagrama mostra les poblacions més properes.